# Willi Wiberg und das Ungeheuer
Willi Wiberg und das Ungeheuer (schwedischer Originaltitel Alfons och odjuret) ist ein Bilderbuch aus der Willi-Wiberg-Reihe der schwedischen Kinderbuchautorin und Illustratorin Gunilla Bergström, das 1978 beim Verlag Rabén & Sjögren veröffentlicht wurde. Die deutsche Erstausgabe in einer Übersetzung von Angelika Kutsch wurde 1988 beim Oetinger Verlag veröffentlicht.

## Inhalt
Es ist Samstagabend und Willi Wiberg kann nicht einschlafen. Denn an diesem Tag ist Folgendes passiert: Willi und seine Freunde spielten Fußball mit Willis neuem Fußball. Ein kleiner Junge bot sich an, die verschossenen Bälle zu holen. Willi gelang ein Monsterschuss, doch sein Ball war über alle Berge. Als der Balljunge ihn nicht finden konnte, beschuldigte ihn Willi, den Ball versteckt zu haben, um ihn sich später zu holen. Willi war so wütend, dass er dem kleinen Jungen einen Faustschlag versetzte, woraufhin dessen Nase heftig blutete und er weglief. Willi quält nun das schlechte Gewissen, er wälzt sich in seinem Bett herum und ist der Überzeugung, dass sich ein Ungeheuer unter seinem Bett befindet.
In der folgenden Woche versucht Willi, den Balljungen zu finden und ihn um Vergebung zu bitten. Doch dieser ist wie vom Erdboden verschluckt. Willi macht sich Sorgen, dass der Junge von seinem Schlag so stark verletzt worden sein könnte, dass er ins Krankenhaus musste. Oder gar gestorben sei! Das Monster unter Willis Bett quält ihn allabendlich. Schließlich entdeckt er den Balljungen, als dieser Willis Freunde am Freitag beim Fußballspielen beobachtet. Am Tag darauf treffen die beiden im Supermarkt aufeinander. Der kleine Junge ist verängstigt und befürchtet, dass ihn Willi neuerlich verprügeln würde, doch dieser ist einfach nur froh, dass es dem kleinen Jungen wieder gutgeht. Er sagt diesem, dass es ihm leidtäte und der Ball nur deswegen verschwunden sei, weil er ihn so weit gekickt hätte. Der kleine Junge bewundert Willi für seinen Megaschuss und sie werden Freunde – und Willis imaginäres Monster unter seinem Bett lässt sich ab sofort nicht mehr blicken!

## Rezeption
Charlotte Celsing schreibt in ihrer Buchrezension: „Gunilla Bergström schreib eine ganze Reihe von Büchern über Willi Wiberg. Die beliebten Geschichten sind lustig und liebenswert, scheuen aber auch nicht vor unbequemen Themen wie zum Beispiel Angst, Eifersucht und Egoismus zurück. Bergström untersucht die kindliche Psyche und macht ihren Lesern Mut, beflügelt das Gute in ihnen. Sie nannte ihre Bücher ‚Mini-Dramen auf psychologischem Niveau‘ und arbeitet mit Themen, zu denen alle Kinder einen Bezug herstellen können. Bergström findet in jeder Situation etwas Lustiges, Unerwartetes. Ihre Illustrationen werden vor allem durch die Mimik der Figuren lebendig. Kinder haben die Fähigkeit, die Magie in ihrem Leben zu sehen und Bergström fängt diesen Zauber ein.“ Die Redaktion der Buchhexe urteilt in ihrer Buchbesprechung: „In bekannter Willi Wiberg Manier erzählt auch dieses Buch eine kindgerechte Geschichte über ein typisches Alltagsproblem […] Eine einfühlsam erzählte Geschichte zum Vorlesen mit den typisch einzigartigen Willi Wiberg Illustrationen.“

## Referenzen
Willi Wiberg und das Ungeheuer wird in dem literarischen Nachschlagewerk 1001 Kinder- und Jugendbücher – Lies uns, bevor Du erwachsen bist! für die Altersstufe 3+ Jahre empfohlen.

## Ausgaben
- Alfons och odjuret. Rabén and Sjögren, Schweden 1978 (librarything.com).
- Willi Wiberg und das Ungeheuer. Oetinger, 1988.[1]